# Estação Michel-Ange - Auteuil
Michel-Ange - Auteuil é uma estação das linhas 9 e 10 do Metrô de Paris, localizada no 16.º arrondissement de Paris.

## Localização
A estação está localizada no cruzamento das ruas Auteuil, Michel-Ange e Jean-de-La-Fontaine, onde se encontra a place Jean-Lorrain. As plataformas são estabelecidas:
- na linha 9 (entre as estações Michel-Ange - Molitor e Jasmin), ao longo do eixo nordeste / sudoeste da rue Michel-Ange, ao sul da encruzilhada;
- na linha 10 (entre Porte d'Auteuil e Église d'Auteuil, ao norte do circuito de Auteuil), no eixo leste-oeste sob a rue d'Auteuil, entre a place Jean-Lorrain e a rue Géricault.

## História
A estação foi aberta em 30 de setembro de 1913 com o lançamento da primeira extensão da linha 8 de Beaugrenelle (hoje Charles Michels) para Porte d'Auteuil.
Ela deve o seu nome à sua proximidade com a rue Michel-Ange, por um lado, que presta homenagem a Michelangelo, escultor, pintor, arquiteto, poeta e urbanista florentino do Alto Renascimento, bem como à rue d'Auteuil por outro lado, a principal faixa de tráfego da antiga vila de Auteuil.
Em 8 de novembro de 1922, a estação da linha 9 foi aberta, por sua vez, por ocasião da inauguração de seu primeiro trecho entre Trocadéro e Exelmans.
Durante a noite de 26 a 27 de julho de 1937, a estação na linha 8 foi transferida para a linha 10 após o redesenho das linhas 8, 10 e da antiga linha 14. No entanto, o serviço entre Jussieu e Porte d'Auteuil foi prestado apenas dois dias depois, em 29 de julho, inicialmente limitado a La Motte-Picquet - Grenelle a leste.
Como um terço das estações na rede entre 1974 e 1984, as plataformas da linha 9 foram modernizadas no estilo “Andreu-Motte”, neste caso laranja. Como parte do programa “Renovação do Metrô” da RATP, os corredores da estação e a iluminação das plataformas na linha 10 foram reformados em 6 de setembro de 2002.
Em 2011, 2 206 285 passageiros entraram nesta estação. Em 2012, havia 2 218 419 passageiros. Ela contou 2 222 709 passageiros em 2013, o que a coloca na 237ª posição das estações de metrô por sua frequência em 302.

## Serviços aos passageiros

### Acesso
A estação possui dois acessos decorados com balaustradas de tipo Dervaux, estabelecidas na rue d'Auteuil em ambos os lados da saída da rue Michel-Ange:
- O acesso 1 "Place Jean-Lorrain," constituída de uma escada fixa ornada com um candelabro Val d'Osne, se localizando à direita do no 53 da rue d'Auteuil, em frente a esta praça;
- O acesso 2 "Rue d'Auteuil", constituída de uma escada rolante permitindo apenas para saída, se situando em frente ao no 2 de rue Michel-Ange.

### Plataformas
As plataformas da linha 9, com 75 metros de comprimento, são de configuração padrão: duas plataformas laterais, elas são separadas pelas duas vias do metrô situadas no centro e a abóbada é elíptica. Eles são decorados no estilo "Andreu-Motte" com duas barras de luz laranja, bancos em telhas marrons planas e assentos "Motte" laranjas. As saídas dos corredores também são também parcialmente tratadas com telhas planas marrons. Esses arranjos são combinados com as telhas biseladas brancas que recobrem os pés-direitos, a abóbada, os tímpanos e parcialmente as saídas dos corredores. Os quadros de publicidade são em faiança de cor de mel e o nome da estação também é em faiança no estilo da CMP original.
A estação da linha 10 tem uma configuração particular: devido à sua localização ao norte do circuito de Auteuil, possui duas faixas enquadrando uma plataforma central, também de 75 metros de comprimento, cujo serviço é fornecido apenas na direção de Boulogne - Pont de Saint-Cloud. Somente a via sul é dedicada ao serviço de passageiros, sendo a outra uma conexão com a linha 9, isolada atrás de uma grade que se estende por todo o comprimento da plataforma. A abóbada é elíptica e recoberta com telhas biseladas brancas, como os pés-direitos e os tímpanos, enquanto que a iluminação é fornecida por uma faixa-tubo descentralizada na lateral da via principal. Os quadros publicitários são metálicos e o nome da estação é inscrito na fonte Parisine em placas esmaltadas. Os assentos no estilo "Motte" são de cor vermelha.

### Intermodalidade
A estação é servida pelas linhas 52 e 62 (somente para Porte de France) da rede de ônibus RATP.